# 宮崎県立延岡西高等学校
宮崎県立延岡西高等学校（みやざきけんりつ のべおかにしこうとうがっこう）は、宮崎県延岡市野地町三丁目に所在した公立の高等学校。1963年（昭和38年）、延岡市内2番目の県立の全日制普通科高校として開校した。
2005年（平成17年）の延岡地区の学校再編により、宮崎県立延岡東高等学校と統合し、宮崎県立延岡星雲高等学校となり、2007年（平成19年）閉校した。跡地には、2012年（平成24年）に宮崎県立延岡しろやま支援学校が開校している。

## 沿革
- 1963年4月 - 宮崎県立延岡西高等学校開校（普通科6学級、家政科2学級）。
- 1967年1月 - 体育館竣工。
- 1970年3月 - 図書館新築。
- 1973年4月 - 第1学年の募集を普通科7学級、家政科1学級に変更。
- 1976年4月 - 本年度のみ普通科の募集が1学級増となる。
- 1977年2月 - 公認50mプール竣工。
- 1992年4月 - 第1学年の募集を普通科6学級、家政科1学級に変更。
- 1996年4月 - 家政科募集停止。
- 1996年4月 - 普通科の1学級に英語類型を設ける。
- 1998年3月 - 家政科閉科。
- 1998年4月 - 第1学年の募集を普通科5学級に変更（英語類型廃止）。
- 2001年4月 - 第1学年の募集を普通科4学級に変更。
- 2005年4月 - 生徒募集停止。宮崎県立延岡東高等学校と統合し、宮崎県立延岡星雲高等学校を設置。
- 2007年3月31日 - 閉校。

## 校訓
- 知恵
- 美徳
- 健康

## 出身者
- 青山弥生 - 俳優
- 赤星たみこ - 漫画家
- 桂歌春 - 落語家
- 首藤正治 - 前延岡市長
- 中尾諭介 - In the Soup
- 奈須重樹 - 沖縄音楽家
- 橋口浩二 - 高知競馬場実況アナウンサー
- 本田誠人 - 俳優、脚本家、演出家
- 前田隆 - 元プロ野球選手